# Rafael Tasis i Marca
Rafael Tasis i Marca (geboren 9. März 1906 in Barcelona; gestorben 4. Dezember 1966 in Paris) war ein katalanischer Schriftsteller, Politiker und Buchhändler. In den 30er Jahren war er Generalsekretär der jungen katalanischen Republikaner. Für 1937–38 wurde er zum Direktor im Strafvollzug der katalanischen Generalidad ernannt. 1939 ging er ins Exil nach Paris. Dort arbeitete er unter verschiedenen Pseudonymen für Magazine im faschistischen Spanien.

## Werke

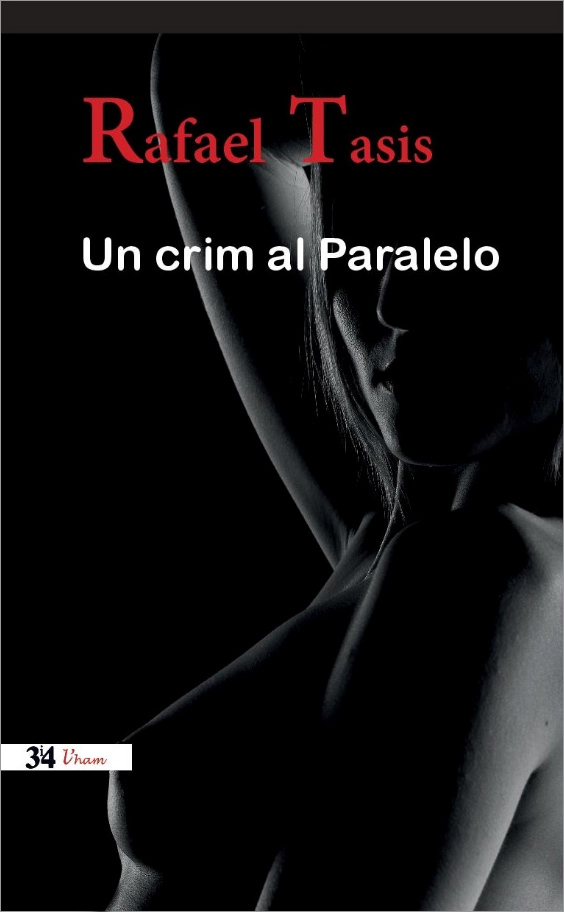
Un crim al Paralelo, Ausgabe 2016

### Romane
- Vint anys (1931)
- Muntaner, 4 (1940; unvollendet)
- Sol ponent (1953)
- La Bíblia valenciana (1955)
- És hora de plegar (1956)
- Abans-d'ahir (1956)
- A reculons (1957)
- Un crim al Paral·lel (1960)
- Tres (1962)

| Personendaten    | Personendaten                                           |
| ---------------- | ------------------------------------------------------- |
| NAME             | Tasis i Marca, Rafael                                   |
| KURZBESCHREIBUNG | katalanischer Schriftsteller, Politiker und Buchhändler |
| GEBURTSDATUM     | 9. März 1906                                            |
| GEBURTSORT       | Barcelona, Spanien                                      |
| STERBEDATUM      | 4. Dezember 1966                                        |
| STERBEORT        | Paris, Frankreich                                       |